# D-beat
D-beat (også kendt som Discore og käng, i Sverige) er en stil som udsprang af hardcore punk i 1980'erne med bandet Discharge, som genren også er navngivet efter. Discharge var selv meget inspireret af Motörheads rytmer. The Varukers anses dog for at være den første d-beat gruppe. Tekstindholdet i genren er ofte råbte slogans. Stilen er tydeligt adskilt fra sine forgængere ved dets sparsomme brug af sangtekster, og er mere lignende heavy metal. D-beat associeres ofte med crust punk, som dog er en hårdere og mere kompleks variation. D-beat bands tekster behandler ofte antikrig, anarkistbeskeder og frygten for 1980'ernes atomkrig, som anarko-punk også gør. Genren er meget populær i Sverige, og udviklet der med grupper som Discard, Anti Cimex, Mob 47, Driller Killer,,  Wolfpack, No Security Totalitär, Avskum, Skitsystem, og Disfear Andre d-beat grupper inkluderer Disclose, fra Japan; Disaster fra England, Crucifix, From Ashes Rise, Tragedy og Final Conflict, fra USA, Ratos de Porão, fra Brasilien; og MG15, fra Spanien.

## Fodnoter
1. 1 2   Glasper 2004, s. 65.
2. 1 2  Jandreus, s. 11.
3. ↑   Glasper 2004, s. 175.
4. ↑  Ekeroth, s. 19.
5. 1 2 3  Jandreus, s. 20-21.
6. ↑  Jandreus, s. 143.
7. ↑  Kevin Stewart-Panko, "Disfear + Trap Them + The Endless Blockade", Terrorizer #172, Juli 2008, s. 85.